# Públio Licínio Crasso Dives Muciano
Públio Licínio Crasso Dives Muciano (em latim: Publius Licinius Crassus Dives Mucianus) foi um político da gente Licínia da República Romana eleito cônsul em 131 a.C. com Lúcio Valério Flaco. Foi pontífice máximo entre 132 e 131 a.C.. Ele era filho de Públio Múcio Cévola, cônsul em 175 a.C., e sua mulher, Licínia, irmã de Públio Licínio Crasso, cônsul em 171 a.C.. Seu tio paterno, Quinto Múcio Cévola, foi cônsul em 174 a.C.. e seu irmão mais velho, Públio Múcio Cévola, foi cônsul em 133 a.C..

## Família

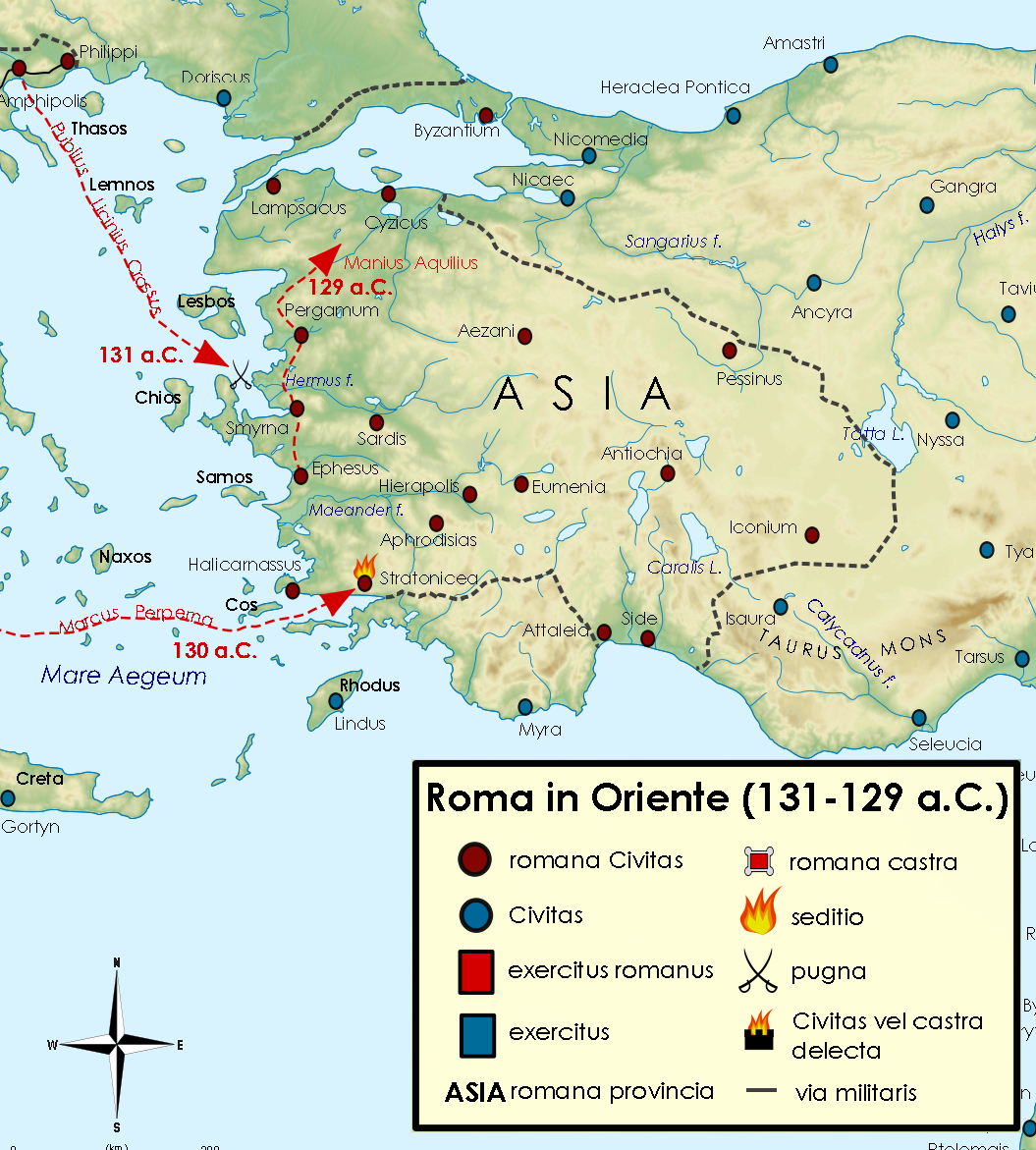
Campanhas na Ásia Menor entre 132 e 129 a.C.

Nasceu por volta de 188 a.C. e foi adotado em ano desconhecido pelo tio materno Públio Licínio Crasso. Casou-se com Cláudia, irmã do cônsul de 143 a.C. e príncipe do senado de 136 a.C., Ápio Cláudio Pulcro, e teve muitos filhos, dos quais pelo menos um rapaz e duas garotas sobreviveram: uma filha, Licínia, casou-se com Caio Graco, o tribuno reformador morto em 121 a.C.; Fúlvia, a mulher de Marco Antônio, era sua neta.
O cônsul de 117 a.C., Quinto Múcio Cévola, amigo, patrono e tutor de Cícero, era primo de Crasso Dives Muciano; um neto dele foi o reitor e jurista Quinto Múcio Cévola Pontífice. Ambos morreram ou foram assassinados durante a Guerra Social.

## Carreira
Muciano foi eleito pontífice máximo em 132 a.C. depois da morte no exílio do pontífice Públio Cornélio Cipião Násica Serapião, provavelmente assassinado pelos partidários de Tibério Graco (populares). Em 131 a.C., ainda pontífice, foi eleito cônsul com Lúcio Valério Flaco, que era o flâmine marcial e seu subordinado. Muciano o proibiu de sair de Roma para combater Eumenes III (Aristônico) e lhe impôs uma multa por se descuidar de seus deveres sagrados. O povo anulou a multa, mas concordou que o flâmine marcial deveria obedecer o pontífice máximo.
Muciano recebeu o comando da guerra contra Eumenes III, um pretendente ao trono do Reino de Pérgamo, que havia sido deixado como herança aos romanos pelo seu último soberano e grande aliado Átalo III. Foi a primeira vez que um pontífice máximo deixou voluntariamente a Itália (Násica Serapião foi exilado compulsoriamente aos ser enviado, numa embaixada, possivelmente uma armadilha, anos antes). Sua campanha na Ásia Menor, porém, foi marcada por revezes, pois Crasso Dives Muciano foi derrotado pelo exército de Eumenes em Leucae e ele próprio foi capturado enquanto fugiu, entre Elaea e Esmirna. Quando o inimigo lhe perguntou quem era, Crasso se recusou a revelar sua identidade para não piorar ainda mais a humilhação pela qual já estava passando; numa aparente tentativa de suicídio, atacou um trácio que servia no exército inimigo, que rapidamente o matou. Seu corpo foi enterrado em Esmirna e sua cabeça foi levada a Eumenes, que, no ano seguinte, se entregou a Marco Perperna e foi executado em Roma.

## Influência
Segundo fontes antigas, era um homem muito rico e muito culto, que falava com desenvoltura todas as variantes do grego. Cícero menciona-o como um grande orador e jurista e Gélio, citando outras fontes, afirma que ele tinha cinco grandes qualidades:
| “ | Esset ditissimus, quod nobilissimus, quod eloquentissimus, quod jurisconsultissimus, quod pontifex maximus. | ” |
|   | — Aulo Gélio.                                                                                               |   |

Tanto ele como seu irmão apoiavam as reformas políticas e econômicas e, por isso, eram fieis partidários de Tibério Graco (assassinado em 133 a.C.), que era casado com uma sobrinha de sua esposa, Cláudia.